# Trichomanes robustum
Trichomanes robustum är en hinnbräkenväxtart som beskrevs av Fourn. Trichomanes robustum ingår i släktet Trichomanes och familjen Hymenophyllaceae. Inga underarter finns listade.